# COMMD5
COMMD5 (англ. COMM domain containing 5) – білок, який кодується однойменним геном, розташованим у людей на 8-й хромосомі. Довжина поліпептидного ланцюга білка становить 224 амінокислот, а молекулярна маса — 24 670.
| 10         |  | 20         |  | 30         |  | 40         |  | 50         |
| ---------- |  | ---------- |  | ---------- |  | ---------- |  | ---------- |
| MSAVGAATPY |  | LHHPGDSHSG |  | RVSFLGAQLP |  | PEVAAMARLL |  | GDLDRSTFRK |
| LLKFVVSSLQ |  | GEDCREAVQR |  | LGVSANLPEE |  | QLGALLAGMH |  | TLLQQALRLP |
| PTSLKPDTFR |  | DQLQELCIPQ |  | DLVGDLASVV |  | FGSQRPLLDS |  | VAQQQGAWLP |
| HVADFRWRVD |  | VAISTSALAR |  | SLQPSVLMQL |  | KLSDGSAYRF |  | EVPTAKFQEL |
| RYSVALVLKE |  | MADLEKRCER |  | RLQD       |  |            |  |            |

A: Аланін

C: Цистеїн

D: Аспарагінова кислота

E: Глутамінова кислота

F: Фенілаланін

G: Гліцин

H: Гістидин

I: Ізолейцин

K: Лізин

L: Лейцин

M: Метіонін

N: Аспарагін

P: Пролін

Q: Глутамін

R: Аргінін

S: Серин

T: Треонін

V: Валін

W: Триптофан

Задіяний у таких біологічних процесах, як транскрипція, регуляція транскрипції, убіквітинування білків, ацетилювання. 
Локалізований у цитоплазмі, ядрі.